# Xanthichthys
Xanthichthys is een geslacht van straalvinnige vissen uit de familie van trekkervissen (Balistidae). De wetenschappelijke naam van het geslacht werd voor het eerst geldig gepubliceerd in 1856 door Kaup, die verschillende delen schreef van het door John Richardson verzorgde lemma "Ichthyology" in de achtste editie van de Encyclopaedia Britannica.
Er zijn zes soorten:
- Xanthichthys auromarginatus (Bennett, 1832)
- Xanthichthys caeruleolineatus Randall, Matsuura & Zama, 1978
- Xanthichthys lima (Bennett, 1832)
- Xanthichthys lineopunctatus (Hollard, 1854)
- Xanthichthys mento (Jordan & Gilbert, 1882)
- Xanthichthys ringens (Linnaeus, 1758)